# Rébellion de Rampa de 1922
Ne doit pas être confondu avec Rébellion de Rampa de 1879.
La rébellion de Rampa de 1922, également connue sous le nom de rébellion de Manyam, est un soulèvement tribal dirigé par Alluri Sitarama Raju dans l'agence Godavari de la présidence de Madras, en Inde britannique. Il a commencé en août 1922 et a duré jusqu'à la capture et le meurtre de Raju en mai 1924.

## Contexte
La zone administrative de Rampa, située dans les collines de ce qui sont aujourd'hui les districts de Godavari dans l'Andhra Pradesh, s'étendait sur environ 1 800 km2 et comptait une population majoritairement tribale d'environ 28 000 habitants. Ils étaient traditionnellement en mesure de subvenir à leurs besoins alimentaires grâce à l'utilisation, en particulier, du système des podu (en) selon lequel, chaque année, certaines zones de forêt tropicale étaient brûlées pour défricher des terres à cultiver.
Les autorités britanniques du Raj avaient voulu améliorer l'utilité économique des terres de l'agence Godavari, une région connue pour la prévalence du paludisme et de la fièvre des eaux noires (en). Les méthodes de culture traditionnelles ont été considérablement entravées lorsque les autorités ont pris le contrôle des forêts, principalement à des fins commerciales telles que les produits pour la construction de chemins de fer et de navires, sans aucun égard pour les besoins des populations tribales. Un mémorandum gouvernemental de 1923 enregistrait l'opinion d'un commissaire de l'Agence en juin de l'année précédente selon laquelle "le pays avait souffert de restrictions trop sévères sur le défrichage de la jungle, que diverses restrictions avaient été exagérées et que beaucoup de population et de céréales vivrières avaient été perdues au profit de forêts de valeur douteuse".
Les peuples tribaux des collines boisées, qui étaient maintenant confrontés à la famine, avaient longtemps estimé que le système juridique favorisait les zamindars (propriétaires fonciers) et les marchands des plaines, ce qui avait également entraîné la première rébellion de Rampa de 1879. Maintenant, ils s'opposaient également aux lois du Raj et aux actions continues qui entravaient leur position économique et les obligeaient à trouver d'autres moyens de subsistance, comme travailler comme coolies. En particulier, ils se sont opposés aux tentatives faites à l'époque pour les utiliser comme travail forcé dans la construction d'une route dans la région.
Simultanément, il y avait le mécontentement parmi les muttadars, qui avaient été des collecteurs d'impôts héréditaires et des dirigeants de facto dans les collines avant l'arrivée des britanniques. Ils avaient agi au nom des rajas, les dirigeants réels qui vivaient dans les plaines, et avaient essentiellement des pouvoirs illimités jusqu'à ce que les britanniques les intègrent dans l'administration coloniale, les laissant comme des bureaucrates sans aucun pouvoir substantiel et aucun droit automatique de position héritée. Leur statut économique était désormais entièrement dicté par la politique britannique du Raj, où ils avaient auparavant la possibilité de percevoir et de réduire les revenus fiscaux et d'utiliser les terres d'autrui comme bon leur semblait. Là où autrefois les tribus habitants de la colline et muttadars auraient été antagonistes, ils partageaient à un ennemi commun.

## Révolte
Raju était un sannyasin errant charismatique, bâtisseur de mythes, que de nombreux peuples indigènes croyaient posséder des capacités magiques et avoir un statut presque messianique. Il a vu le renversement de la domination coloniale en des termes similaires à un événement millénaire et il a exploité le mécontentement des peuples indigènes pour soutenir son zèle anticolonial, tout en accommodant également les griefs de ces mutadars qui étaient sympathiques à son objectif plutôt que simplement étroits dans leur quête d'un statut ravivé pour eux-mêmes. Cela signifiait que ses partisans étaient principalement issus des communautés tribales, mais comprenaient des personnes importantes de la classe des muttadars qui les avaient exploités à un moment donné, bien que de nombreux muttadars aient été ambivalents quant à la lutte pour ce que Raju considérait comme le plus grand bien.
Ce sont les maladies répandues, auxquelles les peuples indigènes ont acquis une tolérance, qui ont entravé la répression du Raj de la rébellion. Elle éclata en août 1922 et prit la forme d'une guérilla, se terminant en mai 1924 avec la capture et la fusillade de Raju.